# Teivo travbana
Teivo travbana [tejvå] (finska Teivon ravirata) är Tammerfors travbana. Den ligger i stadsdelen Vuorentausta i Ylöjärvi stad.
Teivo är Finlands näst största travbana, efter Vermo. Den största tävlingen på Teivo är Finskt Trav-Kriterium som arrangeras i oktober för treåriga varmblodshästar och med ett förstapris på 112 500 euro.
Banan har även varit värd för Grand Prix l'UET ett flertal gånger.